# Barana

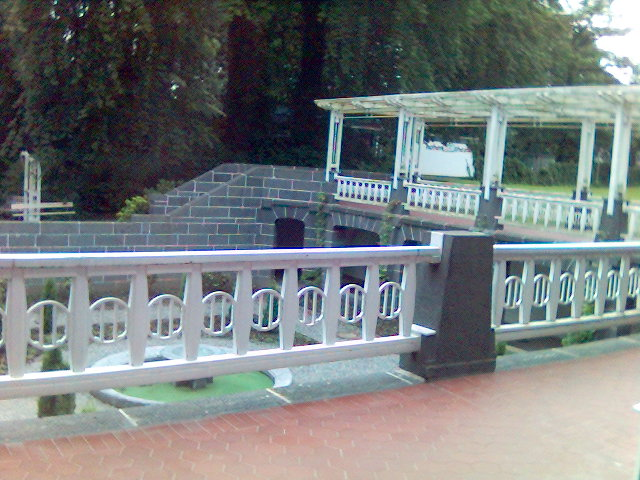
Barana amb forma decorativa

Una barana és una tanca de poca alçada destinada a impedir la caiguda de persones daltabaix a un altre nivell part davall. Quan la barana la forma una paret, parlem d'ampit. Una barana complementària s'anomena com contrabarana.

## Funcions i criteris de disseny de baranes per espais públics
Les baranes han de servir per a:
- Impedir la caiguda accidental de persones als llocs on hi hagi desnivell. Això implica que les baranes:
  - Han de tenir una altura mínima de 90 cm.
  - No han de ser escalables.
  - Si estan formades per elements discontinus (com poden ser barres verticals o brèndoles), no han de deixar un espai de més de 10 o 12 cm d'ample, per tal d'evitar que hi pugui passar una criatura entremig.
- Facilitar un punt de suport a la mà quan es camina al seu costat. Aquest suport és el passamà.
  - D'acord amb el Codi d'Accessibilitat, "Els passamans de les baranes estan situats a una alçada entre 0,90 i 0,95 m, i tenen un disseny anatòmic que permet d'adaptar la mà, amb una secció igual o equivalent a la d'un tub rodó de diàmetre entre 3 i 5 cm, separat, com a mínim, 4 cm dels paraments verticals".
  - A més, els suports dels passamans els escometran per la cara inferior per tal de no suposar un entrebanc als dits.
- Impedir la caiguda d'objectes i l'escapament de bastons. Per això les baranes incorporaran un sòcol, que també pot fer la funció de guia de bastons per als invidents.
  - D'acord amb el Codi d'Accessibilitat, el sòcol ha de tenir un mínim de 10 cm d'alt.
  - La presència de sòcol es pot substituir pel fet que la barana arribi a terra, si està formada per un element continus.
- A més d'impedir la caiguda accidental de persones, les baranes també han d'impedir el salt voluntari. En els llocs des d'on sigui fàcil saltar a la via, la barana ha de ser un element dissuasiu. Per això ha de tenir una altura que faci impossible que s'hi saltar-la (o sigui, on hi hagi aquest risc cal substituir la barana per una tanca més alta).
- La barana no ha d'introduir nous riscs. Concretament, cal evitar el risc de xocar amb la barana.
  - Ha de ser clarament visible per tal d'evitar que les persones hi xoquin. Quan la barana tingui superfícies transparents per damunt del nivell del passamà, tindran franges, inscripcions, adhesius o d'altres elements que les facin visibles, per tal que aquestes superfícies transparents no passin desapercebudes a ningú que pretengui abocar-s'hi, evitant el risc de donar-hi un cop de cap.
  - No ha de tenir elements sortints.
  - La limitació de la separació de les brèndoles a un màxim de 10 o 12 cm indicada més amunt també serveix per evitar atrapaments (per exemple, per evitar que hi quedi encallat el cap d'una criatura).
- La barana ha de ser resistent al desgast i a les agressions. En particular, si la barana té elements susceptibles de sofrir atacs vandàlics (com ara elements de vidre), en cap cas un atac sobre aquests elements pot fer que la barana deixi de ser una protecció eficaç. Per això:
  - Les baranes exteriors no tindran elements de vidre.
  - Els elements de vidre de les baranes interiors seran de vidre laminar de seguretat, de manera que el seu possible trencament no suposi la desaparició de l'element permetent la caiguda al buit.
- El manteniment de la barana ha de ser el més fàcil possible. En particular, s'ha de poder netejar els elements de vidre de la barana amb els mitjans habituals i amb seguretat. Concretament: 
  - La cara exterior del vidre ha de poder-se netejar des de la cara interior i, quan això no sigui possible, caldrà preveure les proteccions necessàries per netejar-la des de la cara exterior sense risc de caiguda.
  - Els estris de neteja han de poder passar per ambdues cares del vidre sense obstacles o, cosa que és el mateix, aquests obstacles han d'estar a una distància suficient perquè puguin passar els estris de neteja. Si aquests estris (esponja, rasqueta de goma, etc.) tenen un mànec llarg (de manera que no calgui passar la mà pel vidre sinó només l'eina) pot ser suficient un espai de 4 a 6 cm.